# 2004 no futebol
Lista com os campeões de futebol dos principais campeonatos do mundo em 2004:

## América do Sul

### Nacionais
| País      | Campeão                    |
| --------- | -------------------------- |
| Argentina | A - Boca Juniors           |
| Argentina | C - River Plate            |
| Bolívia   | A - Bolívar                |
| Bolívia   | C - Oriente Petrolero      |
| Brasil    | Santos                     |
| Chile     | A - Universidad de Chile   |
| Chile     | C - Cobreloa               |
| Colombia  | A - Independiente Medellín |
| Colombia  | C - Junior de Barranquilla |
| Equador   | Deportivo Cuenca           |
| Paraguai  | Cerro Porteño              |
| Peru      | Alianza Lima               |
| Uruguai   | Danubio                    |
| Venezuela | Caracas                    |

1-Os campeonatos: Paraguaio, Peruano, Uruguaio e Venezuelano possuem o torneio Apertura/Clausura valendo apenas como um turno do campeonato, ocorrendo a final do campeonato entre o vencedor do Clausura com o vencedor do Apertura. O vencedor da final é declarado o único campeão nacional.

2-Os campeonatos: Argentino, Bolíviano, Colômbiano e Chileno possuem o torneio Apertura/Clausura, considerando os dois vencedores como campeões nacionais.
3-O campeonato Brasileiro é disputado em turno e returno, sendo declarado o campeão aquele que somar o maior número de pontos.
4-Em 2005, o campeonato equatoriano teve dois campeões (Apertura/Clausura)

### Continentais
| Campeonato                   | Campeão      |
| ---------------------------- | ------------ |
| Copa Libertadores da América | Once Caldas  |
| Copa Sul-Americana           | Boca Juniors |
| Recopa Sul-Americana         | Cienciano    |

5-A Recopa Sul-Americana é referente aos campeões da Copa Libertadores, e Copa Sul-Americana do ano anterior.

## Europa

### Nacionais
| País                               | Campeão                 |
| ---------------------------------- | ----------------------- |
| Albânia                            | KF Tirana               |
| Alemanha                           | Werder Bremen           |
| Andorra                            | Don Pernil Santa Coloma |
| Armênia                            | Pyunik Yerevan          |
| Áustria                            | Grazer                  |
| Azerbaijão                         | Neftchi Baku            |
| Bélgica                            | Anderlecht              |
| Bielorússia                        | Dínamo Minsk            |
| Bósnia                             | Siroki Brijeg           |
| Bulgária                           | Lokomotiv Plovdiv       |
| Cazaquistão                        | Kairat Almaty           |
| Chipre                             | APOEL Nicosia           |
| Croácia                            | Hajduk Split            |
| Dinamarca                          | Copenhague              |
| Escócia                            | Celtic                  |
| Eslováquia                         | MSK Zilina              |
| Eslovênia                          | Gorica                  |
| Espanha                            | Valencia                |
| Estônia                            | Levadia Tallinn         |
| Finlândia                          | Haka Valkeakoski        |
| França                             | Lyon                    |
| Geórgia                            | WIT Georgia             |
| Gibraltar                          | Newcastle               |
| Malta                              | Zebbug Rovers           |
| Grécia                             | Panathinaikos           |
| Holanda                            | Ajax                    |
| Hungria                            | Ferencváros             |
| Ilha de Man                        | Saint Georges           |
| Ilha Guernsey                      | Saint Martin's          |
| Ilha Jersey                        | Jersey Scottish         |
| Ilhas Faroe                        | HB Tórshavn             |
| Ilhas Orkney                       | Saint Ola               |
| Ilhas Scilly                       | Woolpack Wanderers      |
| Ilhas Shetland                     | Delting                 |
| Inglaterra                         | Arsenal                 |
| Irlanda                            | Shelbourne              |
| Irlanda do Norte                   | Linfield                |
| Islândia                           | FH Hafnarfjörður        |
| Israel                             | Maccabi Haifa           |
| Itália                             | Milan                   |
| Kosovo                             | Pristina                |
| Letônia                            | Skonto                  |
| Liechtenstein                      | Vaduz                   |
| Lituânia                           | FBK Kaunas              |
| Luxemburgo                         | Jeunesse d'Esch         |
| Macedônia                          | FK Pobeda               |
| Malta                              | Sliema Wanderers        |
| Modávia                            | Sheriff Tiraspol        |
| Noruega                            | Rosenborg               |
| País de Gales                      | Rhyl                    |
| Polônia                            | Wisla Cracóvia          |
| Portugal                           | Porto                   |
| República Checa                    | Banik Ostrava           |
| República Turca do Chipre do Norte | Çetinkaya Türk Gücü     |
| Romênia                            | Dinamo de Bucareste     |
| Rússia                             | Lokomotiv Moscou        |
| San Marino                         | Pennarossa              |
| Sérvia e Montenegro                | Estrela Vermelha        |
| Suécia                             | Malmö                   |
| Suíça                              | Basel                   |
| Turquia                            | Fenerbahçe              |
| Ucrânia                            | Dinamo de Kiev          |

### Continentais
| Campeonato                | Campeão  |
| ------------------------- | -------- |
| Liga dos Campeões da UEFA | Porto    |
| Copa da UEFA              | Valencia |
| Supercopa Europeia        | Valencia |

## América do Norte

### Nacionais
| País                     | Campeão                |
| ------------------------ | ---------------------- |
| Anguilha                 | Spartans International |
| Antígua e Barbuda        | Bassa                  |
| Antílhas Holandesas      | C & D Barber           |
| Bahamas                  | Bears                  |
| Barbados                 | Notre Dame             |
| Belize                   | Sagitún Independence   |
| Bermudas                 | Dandy Town             |
| Costa Rica               | Deportivo Saprissa     |
| Cuba                     | Villa Clara            |
| Dominica                 | Harlem United          |
| El Salvador              | A - CD FAS             |
| El Salvador              | C - Alianza            |
| Estados Unidos e Canadá  | DC United              |
| Groelândia               | Malamuk                |
| Guadalupe                | Racing Basse-Terre     |
| Guatemala                | A - Municipal          |
| Guatemala                | C - Cobán Imperial     |
| Guiana                   | Western Tigers         |
| Guiana Francesa          | ASC Le Geldar          |
| Honduras                 | A - Real España        |
| Honduras                 | C - Olímpia            |
| Ilhas Cayman             | Latinos                |
| Ilhas Virgens Britânicas | Valencia I             |
| Ilhas Virgens Britânicas | Rangers                |
| Jamaica                  | Tivoli Gardens         |
| Martinica                | Club Franciscain       |
| México                   | A - Pachuca            |
| México                   | C - Pumas UNAM         |
| Nicarágua                | Real Estelí            |
| Panamá                   | Deportivo Árabe Unido  |
| Porto Rico               | Sporting San Lorenzo   |
| República Dominicana     | Casa de España         |
| Santa Lúcia              | Roots Alley Ballers    |
| São Cristóvão e Nevis    | Newston United         |
| São Martín               | Juventus               |
| São Pedro e Miquelão     | Ilienne                |
| Suriname                 | Walking Bout Company   |
| Trinidad e Tobago        | North East Stars       |
| Turcos e Caicos          | KPMG United            |

### Continentais
| Campeonato                    | Campeão      |
| ----------------------------- | ------------ |
| Liga dos Campeões da CONCACAF | Alajuelense  |
| Copa Interclubes da UNCAF     | Municipal    |
| Campeonato de Clubes da CFU   | Harbour View |

## África

### Nacionais
| País                           | Campeão                  |
| ------------------------------ | ------------------------ |
| África do Sul                  | Kaizer Chiefs            |
| Angola                         | Atlético Aviação         |
| Argélia                        | JS Kabylie               |
| Botsuana                       | Botswana Defence Force   |
| Burkina Fasso                  | Yennega                  |
| Burundi                        | Atletico Olympique       |
| Cabo Verde                     | Sal-Rei                  |
| Camarões                       | Cotonsport Garoua        |
| Chade                          | Renaissance              |
| Congo                          | Diables Noirs            |
| Costa do Marfim                | ASEC Mimosas             |
| Djibouti                       | Gendarmerie nationale    |
| Egíto                          | Zamalek                  |
| Eritréa                        | Adulis Club              |
| Etiópia                        | Awassa City              |
| Gabão                          | Mangasport               |
| Gâmbia                         | Wallidan Banjul          |
| Gana                           | Hearts of Oak            |
| Guiné                          | Fello Star               |
| Guiné-Bissau                   | Sporting de Bissau       |
| Guiné Equatorial               | Renacimento              |
| Ilha da Ascensão               | Ascention Harts          |
| Ilha de Santa Helena           | Bellboys                 |
| Ilhas Maurício                 | Port-Louis 2000          |
| Lesoto                         | RLDF Maseru              |
| Líbia                          | Al-Olympique             |
| Libéria                        | Mighty Barolle           |
| Madagascar                     | USJF/Ravinala            |
| Malauí                         | Bullets Blantyre         |
| Mali                           | Djoliba Athletic         |
| Marrocos                       | Raja Casablanca          |
| Mauritânia                     | ASC KSAR                 |
| Mayotte                        | Sada                     |
| Moçambique                     | Ferroviário de Nampula   |
| Namíbia                        | Blue Waters Club         |
| Niger                          | Sahel Sporting Club      |
| Nigéria                        | Dolphins                 |
| Quênia                         | Ulinzi Stars             |
| República Centro Áfricana      | Olympic Réal de Bangui   |
| República Democrática do Congo | Motema Pembe             |
| Reunião                        | USS Tamponnaise          |
| Ruanda                         | Rayon Sports             |
| São Tomé e Príncipe            | Desportivo dos Operários |
| Senegal                        | Diaraf                   |
| Seychelles                     | La Passe                 |
| Somália                        | Banaadir Telecom         |
| Suazilândia                    | Mhlambanyatsi Rovers     |
| Sudão                          | Al-Hilal Omdurman        |
| Tanzânia                       | Simba                    |
| Togo                           | Dynamic Togolais         |
| Tunísia                        | Espérance de Tunis       |
| Uganda                         | Villa                    |
| Zâmbia                         | Red Arrows Lusaka        |
| Zanzibar                       | KMKM                     |
| Zimbabuê                       | CAPS United              |

1-Por determinação da confederação africana de futebol, caso não aconteça um campeonato nacional num período de 5 anos, o título continua com o campeão do último campeonato oficial disputado no país. A partir de 6 anos, os títulos deixam de ser contabilizados

### Continentais
| Campeonato                    | Campeão          |
| ----------------------------- | ---------------- |
| Liga dos Campeões da CAF      | Enyimba          |
| Copa das Confederações da CAF | Hearts of Oak    |
| Supercopa Africana            | Enyimba          |
| Copa Interclubes da CECAFA    | APR FC           |
| Copa UNIFFAC                  | Bamboutos Mbouda |
| Liga dos Campeões Árabes      | Sfaxien          |

## Ásia

### Nacionais
| País            | Campeão                    |
| --------------- | -------------------------- |
| Arábia Saudita  | Al-Shabab                  |
| Bahrain         | Muharraq                   |
| Bangladesh      | Brothers Union             |
| Birmânia        | Finance and Revenue Yangon |
| Brunei          | DPMM FC                    |
| Butão           | Transport United           |
| Cingapura       | Tampines Rovers            |
| China           | Shenzhen Shangqingyin      |
| Coreia do Norte | Pyongyang City             |
| Coreia do Sul   | Suwon Samsung Bluewings    |
| Emirados Árabes | Al-Ain                     |
| Filipínas       | Região da Capital Nacional |
| Guam            | Guam U-18                  |
| Hong Kong       | Sun Hei                    |
| Iémen           | Al-Tilal                   |
| Índia           | Dempo Sport Club           |
| Indonésia       | Persebaya Surabaya         |
| Irã             | Pas                        |
| Japão           | Yokohama Marinos           |
| Jordânia        | Al-Faisaly                 |
| Kuwait          | Al-Qadisiya                |
| Laos            | Telecom and Transportation |
| Líbano          | Al-Nijmeh                  |
| Macau           | Monte Carlos               |
| Malásia         | Pahang                     |
| Maldivas        | New Radiant                |
| Mongólia        | Khangarid Erdenet          |
| Nepal           | Three Star Club            |
| Omã             | Al-Nasr Salala             |
| Paquistão       | WPDA Lahore                |
| Qatar           | Al-Sadd                    |
| Quirguistão     | Dordoy-Dinamo Naryn        |
| Síria           | Al-Wahda Damasco           |
| Sri Lanka       | Saunders                   |
| Tailândia       | Krung Thai Bank            |
| Taiwan          | Taiwan Power Company       |
| Tajiquistão     | Vahsh Qurghonteppa         |
| Turcomenistão   | Nebitci Balkanabat         |
| Uzbequistão     | Pakhtakor Toshkent         |
| Vietnã          | Hoang Anh Gia Lai          |

### Continentais
| Campeonato                          | Campeão               |
| ----------------------------------- | --------------------- |
| Liga dos Campeões da AFC            | Al-Ittihad            |
| Copa da AFC                         | Al-Jaish              |
| Liga dos Campeões Árabes            | Sfaxien               |
| Copa dos Campeões do Leste Asiático | Seongnam Ilhwa Chunma |

## Oceania

### Nacionais
| País             | Campeão              |
| ---------------- | -------------------- |
| Austrália        | Perth Glory          |
| Fiji             | Ba                   |
| Havaí            | HPU White            |
| Havaí            | Lanikai Tuesday      |
| Ilhas Cook       | Sokattack Nikao      |
| Ilhas Salomão    | Kossa                |
| Kiribati         | Tarawa Toyota Motors |
| Niue             | Talava               |
| Nova Caledônia   | AS Magenta           |
| Palau            | Daewoo Ngatpang      |
| Papua Nova Guiné | Sobou Football Club  |
| Samoa            | Strickland Brothers  |
| Taiti            | AS Manu Ura          |
| Tonga            | Lotoha'apai          |
| Vanuatu          | Tafea                |

## Copa Europeia/Sul-Americana
| Campeão Europeu/Sul-Americano de 2004 |
| ------------------------------------- |
| FC Porto 2° Título                    |